# Festival Wazemmes l'Accordéon
Le festival Wazemmes l'Accordéon est un festival annuel musical qui se déroule à Lille entre fin mai et début juin et attire 30000 spectateurs.
Il est organisé par l'association Flonflons et prend essentiellement place dans le quartier de Wazemmes comme son nom l'indique. Ce festival, dont la création date de 1992, rassemble un grand nombre d'artistes autour de l'accordéon et la diversité des genres qui y sont présentés ont fait la renommée nationale de l'évènement.
Le point d'orgue du festival est le week-end "village" qui clôture celui-ci.
Wazemmes l'Accordéon est parrainé tous les ans par des grands noms liés à cet instrument:
Marcel Azzola, Jo Privat, Bernard Lubat, Marc Perrone, Christian Olivier, Adolphe Deprince, Pascal Contet, Daniel Mille.
Et de nombreux grands noms de l'accordéon y ont été programmés, parmi eux:
- Richard Galliano
- Raúl Barboza
- Francisco Ulloa
- Silverio Pessoa

Le festival accueille aussi des artistes d'horizons divers tels que Nina Hagen, Jean-Louis Trintignant, Rachid Taha ou Sanseverino, Soviet Suprem, Zoufris Maracas, Hk et les Saltimbanques.